# مارستون (كيبك)
مارستون (بالإنجليزية: Marston, Quebec)‏ هي بلدية محلية في كيبيك تقع في كندا في Le Granit Regional County Municipality. يقدر عدد سكانها بـ 662 نسمة ومساحتها 78.70 كم2 .